# Kannod
Kannod là một thị xã và là một nagar panchayat của quận Dewas thuộc bang Madhya Pradesh, Ấn Độ.

## Địa lý
Kannod có vị trí 22°40′B 76°44′Đ / 22,67°B 76,73°Đ Nó có độ cao trung bình là 355 mét (1164 feet).

## Nhân khẩu
Theo điều tra dân số năm 2001 của Ấn Độ, Kannod có dân số 15.165 người. Phái nam chiếm 52% tổng số dân và phái nữ chiếm 48%. Kannod có tỷ lệ 63% biết đọc biết viết, cao hơn tỷ lệ trung bình toàn quốc là 59,5%: tỷ lệ cho phái nam là 72%, và tỷ lệ cho phái nữ là 53%. Tại Kannod, 15% dân số nhỏ hơn 6 tuổi.